# Dixan
Dixan (також відомий як Persil, Wipp або LeChat, залежно від країни, в якій він продається) - це марка миючих засобів, спочатку розроблена та виготовлена компанією Henkel & Cie.
Запущений на ринок в 1907 році, він, в основному, відомий як перший «самоактивізуючий» пральний порошок, який буде розміщений на ринку. Англійська назва Persil походить від двох основних інгредієнтів: перборат натрію і силікат.

## В Італії
Dixan був першим мийним засобом для пральних машин, який з'явився в Італії[джерело?], випущений на ринок у 1957 році.
У шістдесятих роках Dixan присутній на італійському ринку, навіть з історією Містера Х, персонажем, який став однією з емблем Carosello. 
Dixan першим запропонував важливі інновації в галузі миючих засобів, таких як миючі засоби без фосфатів (1988)[джерело?].
З 2000 року Dixan брав участь у соціальній сфері з проектом "Dixan per la Scuola", дидактичною і солідарною ініціативою, яка щорічно розробляється навколо теми, що цікавить і актуальна. Головними героями та лицями проекту є Крістіна Д'Авена та професор Дікс, персонаж, який взаємодіє з дітьми у просуванні різних видів діяльності. На сьогоднішній день "Dixan per la Scuola" залучило понад 20 000 шкіл і брало участь у будівництві школи в Індії через фінансування неприбуткової основи "Древа життя".

Dixan був також продуктом, який приніс певні інновації в цій галузі, будучи першим миючим засобом з холодним впливом (2002) або такі як Dixan Cenere Attiva (2006).